# Számnyelv
Számnév alatt a különböző nyelvekben megjelenő, számokkal kapcsolatos jelöléseket, megnevezéseket értjük, számnyelv alatt pedig az ilyen jellegű kifejezések egy adott nyelvben megjelenő összessége értendő.
Napjainkra a legtöbb országban ugyanazokat a konvenciókat és ugyanazt a tízes alapú, arab jelölést használják a számok leírására.
A szóbeli számnyelvek az írásbeli számjelölések változatosságának megfelelően szintén sokszínűek.
Bár a tízes számrendszer a legelterjedtebb, mai napig léteznek eltérő alapú számrendszerek (pl.: az ausztrál queenslandi bennszülöttek 2-es alapú számrendszert használnak, az eszkimók 20-as alapú számrendszert alkalmaznak).
A számnyelvek bonyolultsági szintje is igen változatos. Az ázsiai nyelvek által használt számnyelvek, például a kínai nyelv csupán kilenc számnevet használ (1-től 9-ig), a 10-nél nagyobb számok megnevezéséhez pedig egy szorzószámot használnak (10, 100, 1000, 10 000). Egy szám megnevezéséhez tehát csak fel kell olvasni a szám tízes alapú bontását (a 27 például így hangzana: kettő tíz hét)
Ezzel szemben az angolban vagy a franciában ugyanezen számok kifejezésére 29 szóra van szükség. Ezeken a nyelveken a 11-től 19-ig terjedő számokat (pl. eleven, twelve), valamint a 20-tól 90-ig terjedő tízeseket különleges szavakkal jelölik (pl. thirty, forty). Érdekesség még a német nyelvre jellemző számnyelv: a germán nyelvekben a tízeseket és az egyeseket szisztematikusan fordítva mondják ki (pl.: a 432, vierhundertzweiunddreißig= négyszázkettő és harminc.

## A számnyelvek vizsgálata
A számnyelvek hatékonyságával kapcsolatos eredmények egyik forrása a közvetlen emlékezeti terjedelem, a szóhosszúsági hatás vizsgálata. A számjegysorozatokat a verbális emlékezeti hurok révén jegyezzük meg, mely körülbelül 2 másodpercig őrzi meg az adatokat, így folyamatos ismétléssel lehet megőrizni az információt. Ebből kifolyólag annak hosszabb a számokkal kapcsolatos emlékezeti terjedelme, aki gyorsabban tud ismételgetni.
Az egymástól nagyon különböző walesi, arab, héber, angol és kínai nyelven is egyértelmű korreláció mutatható ki a számok kiejtéséhez szükséges idő, valamint az emlékezeti terjedelem nagysága között. Általánosságban az mondható, hogy míg a kínaiak számokkal kapcsolatos emlékezetének terjedelme átlagosan kilenc, addig az angolul beszélőké csak hét körüli. Ez azt jelenti, hogy míg a kínaiak kilenc számjegyet tudnak megjegyezni, addig az angolok csak hetet.
A különbség oka leginkább abból fakad, hogy a kínaiak által használt számnevek rövidebbek. Míg a kínai számnevek közül jópárat kevesebb, mint negyed másodperc alatt lehet kiejteni (pl. a 4 si, a 7 qi), az angol számnevek lényegesen hosszabbak, kiejtésükre is több időre (pl. 4 four, 7 seven), körülbelül egyharmad másodpercre van szükség. A kínai nyelven belül pedig a kantoni nyelvjárás tűnik a leghatékonyabb nyelvnek: tömörsége révén ugyanis az e nyelvjárást beszélők számemlékezeti terjedelme elérheti akár a 10-es értéket is.
Ellis és Hennelly (1980) a számokkal kapcsolatos emlékezeti terjedelem nyelvi kötöttségeiből kiindulva vizsgálták meg azt a régi tévhitet, miszerint a walesi gyerekek intelligenciaszintje – a Wechsler-intelligenciateszt számterjedelmi részpróbáján – konzisztensen alacsonyabb, mint hasonló korú angol anyanyelvű társaiké. A szerzőpáros arra a megfigyelésre támaszkodott, miszerint a walesi nyelvben a számnevek ugyan szótagszámra megegyeznek az angol megfelelőivel, de hosszú magánhangzókból állnak, így kiejtésük is tovább tart. Hipotézisüket angol–walesi kétnyelvű gyerekekkel tesztelték: a kísérletben részt vevők számterjedelme gyengébb volt a walesi, mint az angol számneveknél, de a különbség megszűnt, ha a számnevek kimondási idejét vették összehasonlítási alapul.
Naveh-Benjamin és Ayres (1986) kiterjesztették az Ellis és Hennelly szerzőpáros által kapott eredményeket más nyelvekre is, és egyértelmű összefüggést kaptak az egytől tízig terjedő számok adott nyelven való kimondási ideje és az emlékezeti terjedelem között.
A számnevek kimondásának rekorderei a kínaiak, akik Hoosain és Salili (1988) vizsgálatai alapján átlagosan 0,26 s alatt mondanak ki egy számot, míg Ellis és Hennelly eredményei alapján az angolok 0,32, a walesiek 0,39 másodperc alatt mondanak ki egy számot. Míg a kínai kísérleti személyek átlagos számterjedelme 9,9, az angoloké 6,6, a walesieké pedig 5,8.
Chan (1981) két, kínai anyanyelvű, ugyanazon iskolába járó diákokat hasonlított össze. 12 éves korukban a diákokat két csoportba osztották, az egyik csoport angolul, a másik kínaiul folytatta tanulmányait. A kiindulópontban mindkét csoport teljesítménye megegyezett, öt évvel később azonban a kínaiul tanulók a kínai nyelvet és a matematikát leszámítva minden tantárgyban gyengébben teljesítettek. Ezt a különbség nyilván sokféleképp magyarázható, de mindenképp alátámasztja a nyelv, a fonológiai hurok és a számolás közötti összefüggéseket.

## A nyelv mint a számolási hatékonyság korlátja?
Az a tény, miszerint a nyelv befolyásolja a számokkal kapcsolatos emlékezeti terjedelmet, további következményekkel jár. Tekintve, hogy a számnevek jelentős szerepet játszanak a számolásban, bonyolultabb műveletek elvégzésében is, a hosszabb számneveket alkalmazó nyelvek itt is rosszabbul teljesítenek. Hoosain és Salili (1988) ezzel kapcsolatban azt találták, hogy a kantoni nyelvjárást beszélőknél a szorzótábla ismétlése is sokkal gyorsabb (64,3 s), mint az amerikai diákoknál (134,2 sec).